# جون جوزيف مالون
جون جوزيف مالون هو عسكري كندي، ولد في 20 ديسمبر 1894، وتوفي في 30 أبريل 1917.